# Minjon
Mignon je opera komika, odnosno opera u svom drugom izdanju, koju je napisao Toma Ambroaz. Napisana je kao delo u tri čina, a originalni francuski libreto kreirali su Žil Barbijeri i Mišel Kare. Uvod u operu baziran je na romanu Putovanja Vilhelma Majstera nemačkog pisca Johana Volfgang Gete. Operu je na italijanski preveo i prilagodio Đuzepe Zafira. Opera se pominje u pripoveci Mrtav, irskog pisca Džejmsa Džojsa i Profesorova kuća Vila Ketera. Tomasova kći Mignon Nevada dobila je ime po glavnoj junjakinji opere.

## Istorija izvođenja
Prvo izvođenje bilo je u operskoj kući Opera komika u Parizu 17. novembra 1866. godine. Komad je dobio ogromnu popularnost i do jula naredne godine izvođen je 100 puta. Hiljadito izvođenje bilo je 13. maja 1894. godine a 1.500. 25. maja 1919. godine.
Opera je adaptirana i prevedena na nemački jezik za potrebe igranja u Berlinu, gde je ulogu Mignon igrala Madam Luka. Nemačka verzija je bila dobro prihvaćena kod publike ali nemački kritičari nisu bili zadovoljni adaptacijom. Zbog toga je Toma skratio delo i izmenio i dao mu tragičan kraj u kojem Mignon pada mrtva u Vilhelmovom naručje. Ovim je pokušao da operu približi Geteovom delu. Originalna verzija morala je da ima srećan kraj jer su u francuskoj operi tragični završeci bili rezervisani za obične opere, a srećni i komični za opere komike. Na iznenađenje mnogih, izmenjena verzija nije uspela da zadovolji nemačke kritike i pokazalo se kao uzaludnim poduhvatom. Muzikolog Henri Edvard zapisao je u svojoj kritici da likovi nisu dočarali Getove junake a da je smrt Mignon bila previše surova.
Uprkos velikom francuskom uspehu, od Tome je zatraženo da revidira delo za potrebe izvođenja u teatru „Druri Lejn” (енгл. Drury Lane Theater) u Londonu, 5 jula 1870. godine. Ova izvedba bila je na italijanskom jeziku sa recitativima, umesto sa dijalozima. Ulogu Mignon, originalno namenjena za mezosoprano, pevala je sopranistkinja Kristina Nilson, a ulogu Frederika, prvenstveno namenjeno tenoru, igrao je konralto Celia Betini. Pošto je gospođica Betini dobila ulogu koja nije pisana za njen glas, Toma je dodao i dve arije Fugitif et tremblant i Me voici dans son boudoir prilagođene njenom vokalu. Elisa Volpin je takođe smatrala da njena arija Je suis Titania koju je trebala da peva na kraju drugog čina, nije dovoljno dobra pa je ubačena još jedna floridna arija Alerte, alerte, Philine. Završetak opere je takođe pretrpeo značajne izmene. Većina sačuvanih izvora kažu da je ova arija izvedena ali po svemu sudeći nikada nije bila orkestrirana. Podaci iz londonskog pozorišta govore da je Toma imao taj zadatak, ali ne postoji sačuvani dokazi da je arija zaista dobila muzičku podlogu. Arija je poznata iz nekoliko klavirsko-vokalnih partitura i uključena je kao prilog. Godine 1978, snimljena je verzija gde je ariju otpevala Rut Velting uz pratnju flaute i čembala gde je ulogu Mignon igrala Merlin Horn. Prilikom ovog snimanja uključeno je još nekoliko dodataka iz originalnog izvođenja i dužom završnicom.
Premijera dela u Sjedinjenim Američkim Državama upriličena je 9. maja 1871. godine u Grancuskoj operi u Nju Orleansu. Zatim je usledila produkcija Morisa Strakoša. Ova adaptacija na italijanskom jeziku prikazana je u Njujorškoj muzičkoj akademiji 22. novembra 1871. godine sa Kristinom Nilson u glavnoj ulozi. Smatra se da je upravo učešće Nilsonove u londonskoj i njujorškoj izvedbi jedan od ključnih razloga popularnosti i dobre prihvaćenosti komada u teritoriji SAD. Kristina Nilson je ulogu reprizirala i tokom izvođenja u Metropolitanskoj operi u Njujorku 1883. godine.
Verzije komada izvedene izvan Francuske bile su uglavnom na italijanskom jeziku, a Migonon je pevao glas sopran ili mezosopran dok je Frederik uglavnom bio mezosopran ili kontralto. Ove verzije su uglavnom imale recitative i skraćeno finale. Originalna francuska verzija je vrlo retko prikazivana van francuskog područja. Tek 1986. godine je za festivalsko izvođenje na Veksfordskom operskom festivalu prikazana komična verzija adaptirana na osnovu originalnog izvođenja.

## Uloge
| Uloga                                      | Vrsta glasa                        | Premijerna postavka, 17.10.1866. (Dirigent: Teohile Tilmant) | Druga postavka, 5.7.1870. (Dirigent: Luigi Arditi) |
| ------------------------------------------ | ---------------------------------- | ------------------------------------------------------------ | -------------------------------------------------- |
| Mignon                                     | mezo-soprano (1866) soprano (1870) | Celestine Galli-Marie                                        | Kristina Nilson                                    |
| Filina, glumica                            | soprano                            | Marie Kabel                                                  | Elisa Volpini                                      |
| Vilhelm Meister, student                   | tenor                              | Leon Ačard                                                   | Alesandro Betini                                   |
| Frederik, Filin obožavatelj                | tenor (1866) contralto (1870)      | Bernard Voisi                                                | Zelia Trebelli-Bettini                             |
| Laerte, glumac                             | tenor                              | Antonio Čarles Kouderk                                       | Edouard Gasier                                     |
| Lothario, lutajući golubar                 | bas                                | Eugene Bataille                                              | Žan Baptist Faure                                  |
| Jerno, Rom                                 | bas                                | Francois Bernard                                             | Signor Raguer                                      |
| Antonio, dvorski sluga                     | bas                                | Davoust                                                      | Giovanni Volpini?                                  |
| Hor: Građani, seljaci, Romi, gosti, glumci |                                    |                                                              |                                                    |

## Sinopsis
Vreme: Kraj XVIII veka
Mesto: Nemačka i Italija

### Čin I
U dvorištu gostionice, u malom gradiću u Nemačkoj, lutajući golubar Lothario, koji je izgubio pamćenje, peva dok Romi plešu a gosti piju. Rom Jerno preti Mignoni štapom jer ga je ona odbila za ples. Lohtario i Vilhelm Meister prilaze u pomoć. Ona im se zahvaljuje i poklanja buket od divljeg cveća. Mignon se žali Vilhelmu kako ju je njen narod zaboravio dok je bila dete. On odlučuje da kupi njenu slobodu. Lohtario se pozdravlja sa Mignon i odlazi. On joj pri odlasku nudi da krene sa njim ali ona odlučuje da ostane u gradu sa Vilhelmom. Glumačka trupa dobija poziv od barona da nastupi na njegovom dvoru. Mignon je veoma zaljubljena u Vilhelma ali postaje uznemirena kada u njegovim rukama vidi cveće koje mu je poklonila Filina.

### Čin II
Radnja se odvija u Filininoj sobi u baronovom dvoru. Filina je ushićena boravkom i raskošnim životom u dvoru. Čuje kako je Learte hvali, Vilhelm i Mignon dolaze na scenu. Mignon se pretvara da spava dok Vilhelm i Filina pevaju. Kada oni odu, Mignon isprobava Filinine kostime i šminku. Pomalo ljubomorna zbog svega što ona ime, ustaje i odlazi. Frederik dolazi. U tom trenutku po Mignon dolazi Vilhelm. Frederik i Vilhelm se raspravljaju a ona pokušava na sve načine da ublaži svađu između njih i razuveri ih od dvoboja. Vilhelm odlučuje da ne može da ostane sa Mignon i oprašta se od nje, odlazeći rukom pod ruku sa Filinom. Nešto kasnije, u dvorištu dvorca, Mignon tuguje i pati dok Lohtario svira harfu. On pokušava da je uteši, ali ne uspeva Filina slika portret Titanija. Mignon od ljubomore vrišti i govori kako bi volela da se dvorac zapali. Lohtario čuje to i kreće prema njoj. Mignon se vraća i na iznenađenje zatiče Vilhelma koji je toplo dočekuje. Lohtario, želeći da udovolji Mignon, podmeće požar. Vilhelm je uočio vatrenu stihiju i pokušava da spasi Mignon. Nosi njeno besvesno telo u naručju dok ona drži buket cveća.

### Čin III
Vilhelm odvodi Mignon i Lotarija u zamak na severu Italije koji planira da kupi. Stari čovek pazi na nju i moli se za što brži oporavak. Antonio priča priču o prethodnom vlasniku dvora koji je poludeo nakon što mu je supruga preminula nedugo posle smrti ćerke. Vilhelm odlučuje da kupi zamak jer primećuje da je uticao da se Mignon brzo oporavi. Njoj se vraća svest i izjavljuje mu ljubav. On napokon priznaje da je ona žena koju zapravo voli i da ne želi ništa više da ima sa Filinom. Lohtariju se vraća pamćenje i on se priseća da je zapravo ovo njegov dvorac. Ovu radnosnu vest deli sa Mignon i Vihelmom. Ubrzo nakon toga, u dvorcu pronalaze zapis stare molitve i shvataju da je Mignon zapravo Lohtarijeva kći i da joj je pravo ime Spireta. Njih troje se zagrljeni vesele i raduju što je napokon sve došlo na svoje mesto.

#### Sačuvane arije
- "Oui, je veux par le monde (Da, ja želim svet)" (Vilhelm, tenor)
- "Connais-tu le pays (Da li poznaješ državu)" (Mignon, mezo-sopran ili sopran)
- "Adieu, Mignon! (Zbogom, Mignon!)" (Vilhelm, tenor)
- "Je suis Titania (Ja sam Titania)" (Filina, koloraturni soprani)
- "Elle ne croyait pas (Ona ne veruje)" (Vilhelm, tenor)
- "Me voici dans son boudoir (Here I am in her boudoir)" (Frederik, tenor ili kontralto)